# Суарес, Эду
Эдуард Молина Суарес (исп. Eduard Suarez Molina; род. 6 августа 1990, Торредембарра) — испанский игрок в пляжный футбол. Выступал за сборную Испании. Участник чемпионатов мира 2015 и 2021 годов.

## Биография
Родился в Торредембарре. Начал играть в пляжный футбол в 2014 году. По приглашению Льоренса Гомеса начал тренироваться в команде. Впоследствии он сыграл на чемпионате Каталонии, где его игру заметил главный тренер сборной Испании Хоакин Алонсо, который вызвал его в стан национальной команды.
Дебют на чемпионате мира для Суареса состоялся на турнире 2015 года в Португалии. В матче Евролиги 2018 года против Швейцарии забил гол, который был признан лучшим голом года в пляжном футболе на церемонии награждения «Звёзды пляжного футбола». Вместе с командой дошёл до четвертьфинала чемпионата мира 2021 года в Москве.
В феврале 2022 года по личным причинам принял решение завершить карьеру в испанской сборной. К тому моменту он забил за команду 91 гол в 115 матчах. Спустя четыре месяца Суарес вернулся в состав сборной.
На клубном уровне в Испании играл за «Торредембарру» и «Леванте». За рубежом защищал цвета «Динамо» (Батуми), киевских «Молнии» и «Альтернативы», венгерского «Арамиса», польской «Боки Гданьск», португальского «Спортинга», эмиратского «Аль-Васла», а также итальянского «Наполи». В России Суарес впервые выступил в 2016 году в составе московского «Спартака». Впоследствии испанец играл за «Альянс» и ЦСКА.
Трижды номинировался на звание лучшего игрока в пляжном футболе в 2017, 2021, 2022.

## Достижения
Клубные
- Чемпион Испании: 2022 (Леванте)[10]
- Чемпион Польши: 2020 (Бока Гданьск)[11]
- Чемпион Португалии: 2020 (Спортинг)[12]
- Чемпион Венгрии: 2020 (Арамис)[13]
- Чемпион ОАЭ: 2022 (Аль-Васл)[14]
- Чемпион Грузии: 2017 (Динамо)[15]
- Чемпион Украины: 2019 (Альтернатива)
- Победитель Суперкубка Венгрии: 2020 (Арамис)[16]
- Бронзовый призёр чемпионата Турции: 2019 (Сеферихисар)
- Бронзовый призёр Кубка европейских чемпионов: 2019 (Леванте)
- Бронзовый призёр чемпионата России: 2019 (ЦСКА)
- Бронзовый призёр Кубка Аланьи: 2018 (Леванте)[17]
- Победитель Московского международного кубка: 2022
- Вице-чемпион Inter Cup: 2017 (Торредембарра)

Сборная
- Вице-чемпион Европейских игр: 2019
- Вице-чемпион Межконтинентального кубка: 2019
- Вице-чемпион Евролиги: 2018
- Бронзовый призёр Евролиги: 2019

Индивидуальные
- Лучший бомбардир Клубного Мундиалито: 2020
- Лучший бомбардир Московского международного кубка: 2022
- Лучший бомбардир Inter Cup: 2017
- Лучший нападающий чемпионата Украины: 2019[18]
- Лучший бомбардир чемпионата Турции: 2019[19]
- Лучший бомбардир Кубка Испании: 2022[20]